# هيرمان جاي كوهن
هيرمان جاي كوهن (بالإنجليزية: Herman Jay Cohen)‏ هو دبلوماسي أمريكي، ولد في 10 فبراير 1932 في نيويورك في الولايات المتحدة.

## وصلات خارجية
- هيرمان جاي كوهن على موقع IMDb (الإنجليزية)
- هيرمان جاي كوهن على موقع إن إن دي بي (الإنجليزية)